# .44 Special
La cartouche .44 Special a été développée pour un revolver fabriqué par Smith & Wesson. Il a été présenté en 1907. La cartouche .44 Special peut être utilisée dans les armes chambrées en .44 Magnum, mais la réciproque n’est pas possible.

## Dimensions
- Diamètre réel de la balle : 11 mm
- Masse de la balle : 11,7 à 15,6 g
- Longueur de l'étui : 29,5 mm
- Longueur de la cartouche : 41 mm

## Balistique
- Vitesse initiale : 240-306 m/s
- Énergie initiale : 422-544 joules